# Antoine Chevrier
Antoine Chevrier (Lione, 16 aprile 1826 – Lione, 2 ottobre 1879) è stato un presbitero francese.
Fondatore dell'Opera della provvidenza del Prado, è venerato come beato dalla Chiesa cattolica.

## Biografia
Nato da una famiglia di modesta condizioni, a ventiquattro anni viene ordinato presbitero e inviato nella parrocchia della periferia di Lione di Saint-Andrè de Guillottiere, abitata in prevalenza da operai. Impressionato dalla condizione operaia, all'età di trent'anni, dopo essersi consultato con il santo curato d'Ars, decide di seguire la via della povertà totale. Chiede di lasciare la parrocchia per il modesto incarico di assistente spirituale della "Città del Bambin Gesù".
Nel 1860 acquista la sala da ballo in disuso del Prado per farne un centro di accoglienza e di formazione cristiana per bambini poveri che per la loro condizione restano ai margini della pastorale. Contrariamente ad altri centri di questo tipo rifiuta decisamente di far lavorare i bambini accolti, affidandosi totalmente alla provvidenza e alle offerte della gente. Il centro, oltre a preparare i giovani ai sacramenti dava loro anche un'elementare formazione scolastica. Durante la vita di padre Chevrier vennero accolti circa 2.400 ragazzi.
Avendo constatato che i preti non erano preparati a esercitare un ministero a contatto coi poveri, fondò quella che definì una "scuola clericale" che diede poi origine all'Associazione dei preti del Prado. Per la loro formazione scrisse il libro Il vero discepolo di Gesù Cristo, dove descrive i comportamenti ecclesiastici del tempo così come venivano percepiti dagli operai'. Non ha esitazione a scrivere che «Dio manda le rivoluzioni» per punire i preti della loro avarizia e del loro eccessivo attaccamento ai beni della terra:
(Le veritable disciple, ed. Prado, Lyon 1968; Traduzione italiana a cura del Prado Italiano: Il vero discepolo di Gesù Cristo, Verona, 1985)
Nella stessa opera sostiene anche che, a imitazione di Cristo, «che si lascia mangiare nella santa eucaristia», anche il prete deve essere «mangiato da tutti».
Muore il 2 ottobre 1879 dopo una lunga malattia. Il 4 ottobre 1986 viene proclamato beato da papa Giovanni Paolo II.